# Mandevilla caurensis
Mandevilla caurensis är en oleanderväxtart som beskrevs av Markgraf. Mandevilla caurensis ingår i släktet Mandevilla och familjen oleanderväxter. Inga underarter finns listade i Catalogue of Life.